# Amara similata
Amara  similata là một loài bọ chân chạy bản địa của châu Âu.